# Eriophora oculosa
Eriophora oculosa är en spindelart som beskrevs av Zhu och Song 1994. Eriophora oculosa ingår i släktet Eriophora och familjen hjulspindlar. Inga underarter finns listade i Catalogue of Life.